# Heterotrichea
Heterotrichea è una classe di ciliati. Sono organismi monocellulari che hanno tipicamente una fascia di membranelle adorali che circondano la zona della cavità boccale (peristoma), utilizzate nella locomozione e per cibarsi, e delle ciglia più corte nel resto del corpo. Molte specie sono altamente contrattili, e sono tipicamente di forma compressa o conica. Includono alcuni dei più grandi protozoi, quali lo Stentor e lo Spirostomum, così come molte forme brillantemente pigmentate, quali certi Blepharisma.

## Etimologia
Il termine heterotrichea deriva dal greco antico: ἕτερος?, eteros, con il significato di “un altro, differente”, e dal greco antico: θρίξ?, thris e τριχός, trixos, che significa “capello, pelo”, a causa del contrasto tra le regolari ciglia somatiche e quella della zona orale.

## Morfologia
Il gruppo è caratterizzato da un certo numero di dettagli strutturali.
Le ciglia del corpo sono dikinetidi, nei quali il kinetosoma anteriore o entrambi possono essere ciliati, e che sono associati a fibre composte di microtubuli posticiliari sovrapposti, chiamati postciliodesmata, presenti solo in questo gruppo e in quello strettamente collegato dei Karyorelictea. Una serie di polykinetidi orali, ciascuno contenente due o tre fila di kinetosomi, supporta le membranelle. Queste corrono dalla sinistra alla parte anteriore della bocca, e spesso escono a spirale dalla cavità orale. Il macronucleo è diviso da microtubuli esterni, mentre nei Karyorelictea è formato dalla differenziazione di micronuclei e in tutti gli altri ciliati è diviso da microtubuli interni.

## Sistematica
Tradizionalmente gli Heterotrichea venivano considerati un sottogruppo degli Spirotrichea, ma lavori più recenti hanno dimostrato non essere legati agli altri gruppi qui classificati: di conseguenza vengono generalmente assegnati ad una propria classe. La posizione di alcuni ordini però non è chiara, e Lynn ha suggerito di riclassificare alcuni di essi negli Spirotrichea ed altri nella nuova classe Armophorea.

### Tassonomia[7]
- Ordine Armophorida
  - Famiglia Ludioidae
- Ordine Heterotrichida
  - Famiglia Balantidiidae
  - Famiglia Blepharismidae
  - Famiglia Caenomorphidae
  - Famiglia Chattonidiidae
  - Famiglia Climacostomidae
  - Famiglia Conchophthiridae
  - Famiglia Conchophyllidae
  - Famiglia Condylostomatidae
  - Famiglia Folliculinidae
  - Famiglia Gullmarellidae
  - Famiglia Maristentoridae
  - Famiglia Metopidae
  - Famiglia Nyctotheridae
  - Famiglia Peniculistomatidae
  - Famiglia Sicuophoridae
  - Famiglia Spirostomidae
  - Famiglia Stentoridae
- Ordine Plagiotomida
  - Famiglia Plagiotomidae